# Ralston (Nebraska)
Ralston is een plaats (city) in de Amerikaanse staat Nebraska, en valt bestuurlijk gezien onder Douglas County.

## Demografie
Bij de volkstelling in 2000 werd het aantal inwoners vastgesteld op 6314. In 2006 is het aantal inwoners door het United States Census Bureau geschat op 6163, een daling van 151 (-2,4%).

## Geografie
Volgens het United States Census Bureau beslaat de plaats een oppervlakte van 4,4 km², geheel bestaande uit land. Ralston ligt op ongeveer 349 m boven zeeniveau.

## Plaatsen in de nabije omgeving
De onderstaande figuur toont nabijgelegen plaatsen in een straal van 12 km rond Ralston.